# Jérémie Makiese
Jérémie Makiese (Antuérpia, Bélgica, 15 de junho de 2000), é um cantor e jogador de futebol belga, mais conhecido por vencer o concurso The Voice Belgique 2021. Ele representará a Bélgica no Festival Eurovisão da Canção 2022. 